# Josella Ligi
Josella Ligi (Imperia, 10 novembre 1948) è un soprano italiano.

## Biografia

### Gli inizi
Appassionata di canto fin dall'infanzia, nel 1959 partecipa alle riprese del programma Telesquadra del Canale Nazionale, esibendosi nel salone municipale della sua città di origine, Imperia, con l'aria Vissi d'arte dalla Tosca di Giacomo Puccini.
Dal 1960 prende lezioni da parte della maestra Biblis Tempesta, partecipando poi alla sua prima esibizione il 17 maggio 1964 all'Auditorium del Parco Marsaglia a Sanremo. Nello stesso riceve una borsa di studio in seguito a un concorso vinto a Bari.
Parteciperà ad altri concorsi negli anni successivi al Teatro la Fenice di Venezia (1965), al Teatro Morlacchi di Perugia (1966) e al Teatro Massimo di Palermo (1969).

### Dal "Viotti" alla Scala
Nel 1970 vince il 1° premio assoluto, nella sezione canto, al 21° Concorso Internazionale G. B. Viotti. Durante i festeggiamenti dei premiati a Milano, il tenore Maurizio Frusoni propone alla Ligi di fare l'audizione al Teatro La Scala di Milano, scrivendo di suo pugno una lettera con la domanda di presentazione. Dopo qualche mese la Ligi verrà contattata dal teatro milanese.
L'audizione alla Scala viene effettuata dal maestro Claudio Abbado e, fatto il contratto con il teatro, la Ligi debutterà con la compagnia scaligera in trasferta, per una serie di concerti, alle Olimpiadi di Monaco di Baviera nel 1972.

### La carriera dal 1971 in poi
Nel 1971 farà debutto nella sua città, Imperia, al Teatro Cavour con la Boheme, nella stagione 1973 - 1974 debutterà invece sul palco della Scala con il Simon Boccanegra.

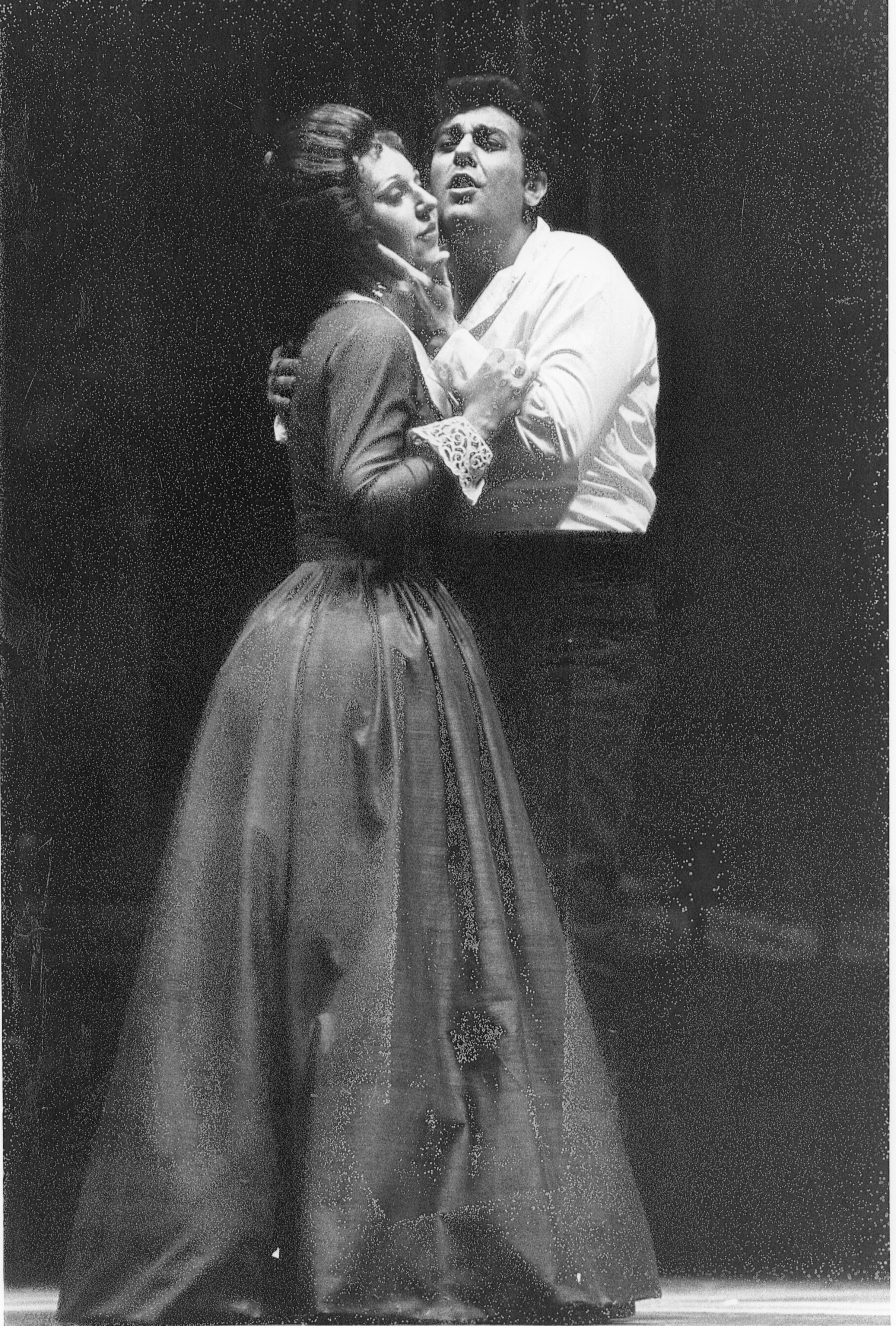
Josella Ligi insieme a Placido Domingo nell'Andrea Chenier all'Opera di San Francisco nel 1975

Seguiranno concerti e rappresentazioni liriche in diverse parti del mondo: a Vienna nel 1972 con l'Alceste di Christoph Willibald Gluck, in Boheme al Teatro Regio di Torino nel 1974, nel 1975 sarà a San Francisco per l'Andrea Chenier di Umberto Giordano, con il Gianni Schicchi al Metropolitan di New York nel 1976 - 1977, sempre negli anni '70 al Colòn di Buenos Aires in diverse occasioni con Il Trovatore e l'Aida di Giuseppe Verdi, mentre a fine anni Settanta sarà a Valencia nella Forza del Destino, sempre di Verdi.
Negli anni '80 canta Boheme e Turandot all'Arena di Verona, il Simon Boccanegra a Ravenna nel 1984 e nella Manon Lescaut presso l'Opera Colorado di Denver nel 1987.
Nel 1986 partecipa al Mefistofele al Teatro Margherita di Genova divenuto noto per la discussa regia di Ken Russell. Affiancata da interpreti come Paata Burchuladze e Ottavio Garaventa, con la direzione di Edoardo Muller, la regia fu una delle prime rivoluzionarie rispetto gli standard dell'epoca, tra robot, elettrodomestici, provini e scenari spaziali. Nel 1988 esegue Il Trovatore al Newark Opera, nel 1989 il Giulio Cesare di Handel e nel 1990 canterà nel Priamo e Tisbe di Johann Adolf Hasse.
Oltre alle opere liriche, ha cantato anche in concerti ed esecuzioni con orchestra e solisti, come Il martirio di San Sebastiano di Claude Debussy, la Nona Sinfonia di Beethoven, Giovanna d'Arco e la Petite Messe Solennelle di Gioacchino Rossini.
Ha calcato, tra gli altri, palchi internazionali come il Bolshoi di Mosca, il Teatro Comunale di Firenze, il Festival di Macerata, il Teatro Verdi di Trieste, il Teatro San Carlo di Napoli, insieme a cantanti lirici come Placido Domingo, Cornell MacNeil, Montserrat Caballé, Fiorenza Cossotto, Leo Nucci, Cesare Siepi, Carlo Cossutta, Carlo Bergonzi, Renato Bruson, Piero Cappuccilli e diretta da maestri come Claudio Abbado, Riccardo Muti, James Levine, Janos Acs, Gianandrea Gavazzeni, Donato Renzetti.
Nel 1972 è tra i fondatori del Circolo Amici della Lirica di Imperia, tutt'ora in attività.
Ha ricevuto negli anni il Premio San Leonardo Città di Imperia e L'Anfora d'Oro.

## Repertorio
| Ruolo                     | Opera                           | Autore           |
| ------------------------- | ------------------------------- | ---------------- |
| Agnese                    | Beatrice di Tenda               | Bellini          |
| Micaela                   | Carmen                          | Bizet            |
| Elena                     | Mefistofele                     | Boito            |
| Wally                     | La Wally                        | Catalani         |
| Corinne                   | Anacréon                        | Cherubini        |
| Adriana Lecouvreur        | Adriana Lecouvreur              | Cilea            |
| Maddalena di Coigny       | Andrea Chenier                  | Giordano         |
| Ismene                    | Alceste                         | Gluck            |
| Sesto Pompeo              | Giulio Cesare                   | Handel           |
| Tisbe                     | Priamo e Tisbe                  | Hasse            |
| Nedda                     | Pagliacci                       | Leoncavallo      |
| Santuzza                  | Cavalleria Rusticana            | Mascagni         |
| Nerone                    | L'incoronazione di Poppea       | Monteverdi       |
| Emma                      | Chovanščina                     | Musorgskij       |
| Mimì                      | Boheme                          | Puccini          |
| Lauretta                  | Gianni Schicchi                 | Puccini          |
| Liù                       | Turandot                        | Puccini          |
| Manon Lescaut             | Manon Lescaut                   | Puccini          |
| Il Cuculo - la Fata Verde | La bella addormentata nel bosco | Respighi         |
| Povaricha la cuoca        | La fiaba dello zar Saltan       | Rimskij-Korsakov |
| Vittoria - Giunone        | Orfeo                           | Rossi            |
| Tatjana                   | Eugenio Onegin                  | Čajkovskij       |
| Aida - Sacerdotessa       | Aida                            | Verdi            |
| Amelia                    | Un ballo in maschera            | Verdi            |
| Alice Ford                | Falstaff                        | Verdi            |
| Leonora                   | La forza del destino            | Verdi            |
| Elisabetta                | Don Carlo                       | Verdi            |
| Desdemona                 | Otello                          | Verdi            |
| Amelia Grimaldi           | Simon Boccanegra                | Verdi            |
| Leonora                   | Il trovatore                    | Verdi            |
| Senta                     | L'olandese volante              | Wagner           |
| Francesca                 | Francesca da Rimini             | Zandonai         |

## Esibizioni e discografia parziale[7]
| Opera e ruolo                                  | Anno | Cast                                                                                           | Direttore            | Orchestra                     | Etichetta discografica |
| ---------------------------------------------- | ---- | ---------------------------------------------------------------------------------------------- | -------------------- | ----------------------------- | ---------------------- |
| Aida - Sacerdotessa                            | 1972 | Placido Domingo, Martina Arroyo, Fiorenza Cossotto, Piero Cappuccilli                          | Claudio Abbado       | La Scala                      | Myto                   |
| Aida - Sacerdotessa                            | 1972 | Placido Domingo, Martina Arroyo, Fiorenza Cossotto, Piero Cappuccilli                          | Claudio Abbado       | La Scala a Monaco di Baviera  | Myto                   |
| Alceste - Ismene                               | 1972 | Giorgio Lamberti, Leyla Gencer, Giampaolo Corradi, Attilio d'Orazi, Domenico Trimarchi         | Gianandrea Gavazzeni | La Scala                      | Foyer                  |
| Anacréon - Corinne                             | 1973 | Franco Bonisolli, Valeria Mariconda, Francina Girones, Bianca Maria Casoni                     | Gabriele Ferro       | Torino                        | RAI                    |
| Andrea Chenier - Maddalena di Coigny           | 1975 | Placido Domingo, Anita Terzian, Edna Garabedian, Nina Heinson, Cornell MacNeil                 | Emerson Buckley      | San Francisco Opera           |                        |
| Andrea Chenier - Maddalena di Coigny           | 1986 | Lando Bartolini, Lauretta Brovida, Mirna Pecile, Alessandro Cassis                             | Carlo Franci         | Piacenza                      |                        |
| Beatrice di Tenda - Agnese                     | 1985 | Vincenzo Bello, Cecilia Gasdia, Antonio Salvadori                                              | Armando Gatto        | Teatro Bellini di Catania     |                        |
| Beatrice di Tenda - Agnese                     | 1993 | Vincenzo La Scola, Cecilia Gasdia, Roberto Frontali                                            | Marcello Viotti      | La Scala                      | TOL                    |
| Boheme - Mimì                                  | 1984 | Maurizio Frusoni, Margherita Guglielmi, Alberto Rinaldi, Giorgio Surjan, Orazio Mori           | Massimo De Bernart   | Torino                        |                        |
| Boheme - Mimì                                  | 1985 | Gosta Winbergh, Ulrike Steinsky, Thomas Hampson                                                | Michel Tabachnik     | Opera di Zurigo               |                        |
| La fiaba dello zar Saltan - Povaricha la cuoca | 1988 | Juri Marusin, Barbara Madra, Gloria Banditelli, Nucci Condò, Piotr Nowacki, Giancarlo Luccardi | Vladimir Fedoseev    | Milano                        |                        |
| La forza del destino - Leonora                 | 1987 | Carlo Bergonzi, Helga Muller-Molinari, Bonaldo Giaiotti, Giancarlo Pasquetto                   | Romano Gandolfi      | Ravenna Opera Festival        | PO                     |
| Gianni Schicchi - Lauretta                     | 1976 | Neil Shicoff, Fedora Barbieri, Betsy Norden, Shirley Love, Cornell MacNeil, Charles Anthony    | James Levine         | Metropolitan New York         |                        |
| Gianni Schicchi - Lauretta                     | 1977 | Neil Shicoff, Fedora Barbieri, Betsy Norden, Shirley Love, Cornell MacNeil, Charles Anthony    | James Levine         | Metropolitan New York         | PA                     |
| Giulio Cesare - Sesto Pompeo                   | 1989 | Pietro Spagnoli, Martine Dupuy, Patrizia Orciani, Raquel Pierotti, Susanna Anselmi             | Marcello Panni       | Pro Arte Bassano              |                        |
| Giulio Cesare - Sesto Pompeo                   | 1989 | Pietro Spagnoli, Martine Dupuy, Patrizia Orciani, Raquel Pierotti, Susanna Anselmi             | Marcello Panni       | Pro Arte Bassano              | NUOVA ERA              |
| L'incoronazione di Poppea - Nerone             | 1988 | Daniela Dessì, Adelisa Tabiadon, Susanna Anselmi, Carmen Gonzales, Armando Caforio             | Alberto Zedda        | Pro Arte Bassano              |                        |
| L'incoronazione di Poppea - Nerone             | 1988 | Daniela Dessì, Adelisa Tabiadon, Susanna Anselmi, Carmen Gonzales, Armando Caforio             | Alberto Zedda        | Pro Arte Bassano              | NUOVA ERA              |
| Mefistofele - Elena                            | 1973 | Placido Domingo, Montserrat Caballé, Heather Begg, Delia Wallis, Norman Treigle, Thomas Allen  | Julius Rudel         | London Symphony Orchestra     | EMI                    |
| Mefistofele - Elena                            | 1986 | James Wagner, Sharon Sweet, Gretchen Greenfield, Hitoshi Hatano, Evgenij Nesterenko            | Helmuth Rilling      | Orchestra Sinfonica SWR       |                        |
| Mefistofele - Elena                            | 1990 | Carlo Bergonzi, Benedikt Kobel, Fiamma Izzo d'Amico, Petra Weber-Schuwerack, Samuel Ramey      | Carlo Franci         | Orchestra Sinfonica di Vienna |                        |
| Simon Boccanegra - Amelia Grimaldi             | 1975 | Andre Turp, Sesto Bruscantini, Gwynne Howell, William Elvin                                    | John Matheson        | BBC Orchestra                 | Opera Rara             |
| Simon Boccanegra - Amelia Grimaldi             | 1977 | Nunzio Todisco, Gabriella Onesti, Renato Bruson, Maurizio Mazzieri, Leo Nucci                  | Riccardo Chailly     | Teatro di Parma               |                        |
| Simon Boccanegra - Amelia Grimaldi             | 1984 | Carlo Cossutta, Gabriella Onesti, Renato Bruson, Cesare Siepi, Francesco Ellero D'Artegna      | Angelo Campori       | Teatro Comunale di Bologna    | CinCin                 |
| La Wally - Wally                               | 1985 | Lawrence Bakst, Sunny Joy Langton, Jean Bailey, Ljubomir Videnov, John O'Flynn, Richard Robson | Albert Rosen         | Orchestra Sinfonica Irlandese | HO                     |